# بوید گیمینگ
بوید گیمینگ (انگلیسی: Boyd Gaming) شرکت سرگرمی آمریکایی است، که در سال ۱۹۷۵ تأسیس شد.